# Viperești, Buzău
Viperești (denumit între 1964 și 1968, Plaiurile) este satul de reședință al comunei cu același nume din județul Buzău, Muntenia, România.
Se află în Subcarpații de Curbură, pe valea Buzăului.